# ساشا (مغنية)
ساشا (بالإنجليزية: Sasha)‏ هي مغنية جامايكية، ولدت في 12 أكتوبر 1974 في كينغستون في جامايكا.

## وصلات خارجية
- ساشا على موقع ميوزك برينز (الإنجليزية)
- ساشا على موقع أول ميوزيك (الإنجليزية)
- ساشا على موقع ديسكوغز (الإنجليزية)